# Эстафета олимпийского огня зимних Олимпийских игр 2014
Эстафе́та олимпи́йского огня́ «Со́чи 2014» является самой продолжительной и масштабной в истории зимних Олимпийских игр. Эстафета с участием 14 тысяч факелоносцев началась 7 октября 2013 года и завершилась в день открытия Олимпиады 7 февраля 2014 года.
Маршрут олимпийского огня по регионам России был представлен оргкомитетом «Сочи 2014» ровно за год до старта эстафеты. В течение 123 дней факел Игр в руках спортсменов преодолел более 65 тысяч километров на автомобилях, поездах, самолётах, а также на русской тройке и оленьих упряжках на глазах 130 миллионов жителей РФ. Впервые за всю историю Олимпийский огонь был зажжен на Северном Полюсе. Крупнейший атомный ледокол в мире «50 лет Победы» (входит в состав ФГУП «Атомфлот») доставил лампаду с огнем по Баренцеву морю в октябре 2013 года, после этого 11 факелоносцев добрались непосредственно до Полюса. Во многих городах на время пребывания в них эстафеты устраивались чаши огня.

Эстафета Олимпийского огня — одно из самых важных событий, связанных с Играми. Это эмоции, которые по накалу не уступают самим Олимпийским соревнованиям. У Эстафеты «Сочи 2014» ответственная миссия — объединить всю страну, тем самым заново открыв многообразие и красоту России, в первую очередь, для самих россиян. На один день каждый из населённых пунктов, где пройдёт Эстафета, станет столицей Эстафеты Олимпийского огня, и это уникальный шанс для городов и посёлков заявить о себе на весь мир.
— Президент Оргкомитета «Сочи 2014» Дмитрий Чернышенко
Кроме того, олимпийский огонь побывал на Северном полюсе, на дне озера Байкал, на вершине Эльбруса. Один олимпийский факел (но не огонь) побывал в космосе на МКС — этим факелом зажжена чаша огня на церемонии открытия. Конькобежец, посол «Сочи 2014» Иван Скобрев, который надеялся попасть в число 14 тысяч факелоносцев, предложил пробежать свой этап на коньках.

Мне уже посчастливилось держать в руках факел, но это было в преддверии летних Игр в Лондоне. Те эмоции невозможно забыть. Можно только перебить их более сильными, если понесу огонь перед домашней Олимпиадой. Хотел бы получить хабаровский этап и, если он выпадет на зимнее время, я бы хотел проехать его на коньках. А ещё держу в мыслях золотую медаль Игр, ведь «серебро» и «бронза» Ванкувера у меня уже есть.

6 февраля 2014 года огонь Игр прибыл в Сочи. Завершилась эстафета вечером 7 февраля Сочи у Олимпийского стадиона «Фишт» на церемонии открытия с участием российских олимпийских чемпионов зажжением чаши огня на 30-метровой стеле, устроенной на площади Олимпийского парка.

## Зажжение огня
Огонь был торжественно зажжён в Греции 29 сентября 2013 года, за 131 день до старта Олимпиады. Церемония зажжения состоялась в Олимпии на развалинах храма богини Геры с участием 20 актрис в ролях жриц. Актриса Елена (Ино) Менегаки выступила в роли верховной жрицы и обратилась со словами:

О, Аполлон, бог солнца и света, пошли свои лучи и зажги священный факел для гостеприимного города Сочи. И ты, о, Зевс, подари мир всем народам земли и увенчай победителей священных состязаний.

По традиции, факел был зажжён от солнца при помощи специальной линзы. После зажжения ученики балетных школ исполнили женский «Танец нимф» и мужской «Пиррический танец без оружия», что символизировало наступление мира во время Игр. Эстафету олимпийского огня в Греции начал 18-летний горнолыжник Яннис Антониу, бронзовый призёр в слаломе и слаломе-гиганте на юниорском чемпионате мира 2012 года в Италии.

## Маршрут
Президент Оргкомитета «Сочи 2014» Дмитрий Чернышенко назвал список российских городов, где пройдёт эстафета, среди них — все областные центры ЦФО.
После Москвы и подмосковного Красногорска Олимпийский огонь пронесли вокруг Московской области с оборотом против часовой стрелки — через Тверь, Смоленск, Калугу, Тулу, Рязань, Владимир, Иваново, Кострому и Ярославль. Затем факел отправился на северо-запад страны, оттуда — в северные регионы и на Дальний Восток и Сибирь, а, возвращаясь, через Поволжье вновь прибыл в ЦФО, охватив Центральное Черноземье и соседние области. Сначала огонь Олимпиады увидели в Тамбове, затем в Липецке, Ельце, Орле, Брянске, Курске, Белгороде и, наконец, в Воронеже, откуда факел отправился в Волгоград и далее на юг.
| 1 2 3 4 5 6 7Карта Греции, где прошёл маршрут | Маршрут эстафеты олимпийского огня в Греции: 29 сентября 1. Олимпия 2. Калаврита 30 сентября 3. Патры 4. Ламия 5. Катерини 1 октября 6. Салоники 5 октября 7. Афины | Северный полюсКарта Северного полюса, где прошёл маршрут |

Маршрут эстафеты олимпийского огня:
7—9 октября
1. Москва
10 октября
2. Коломна
3. Одинцово
4. Усадьба Архангельское
5. Красногорск
6. Дмитров
11 октября
7. Торжок
8. Тверь
12 октября
9. Ржев
10. Смоленск
13 октября
11. Юхнов
12. Калуга
14 октября
13. Ясная Поляна
14. Новомосковск
15. Тула
15 октября
16. Рязань
16 октября
17. Муром
18. Владимир
17 октября
19. Суздаль
20. Иваново
18 октября
21. Плёс
22. Кострома
19 октября
23. Ярославль
20 октября
24. Вологда
22 октября
25. Кижи
26. Петрозаводск
23 октября
27. Пряжа
28. Олонец
24 октября
29. Великий Новгород
25 октября
30. Изборск
31. Псков
Северный полюс
26 октября
32. Гатчина
27 октября
33. Санкт-Петербург
28 октября
34. Кронштадт
35. Ломоносов
36. Петергоф
37. Павловск
Пушкин
29 октября
38. Светлогорск
39. Калининград
30 октября
40. Мурманск
1 ноября
41. Северодвинск
42. Архангельск
2 ноября
43. Сыктывкар
3 ноября
44. Нарьян-Мар
4 ноября
45. Новый Уренгой
46. Салехард
5 ноября
47. Нефтеюганск
6 ноября
48. Ханты-Мансийск
7 ноября
49. Норильск
8 ноября
50. Мирный
9 ноября
51. Якутск
Вынос факела из Международной космической станции в открытый космос
10 ноября
52. Магадан
12 ноября
53. Анадырь
54. Елизово
13 ноября
55. Петропавловск-Камчатский
14 ноября
56. Южно-Сахалинск
15—16 ноября
57. Владивосток
17 ноября
58. Хабаровск
18 ноября
59. Биробиджан
19 ноября
60. Белогорск
61. Благовещенск
21 ноября
62. Чита
22 ноября
63. Улан-Удэ
23 ноября
64. Листвянка, озеро Байкал
24 ноября
65. Иркутск
25 ноября
66. Дивногорск
26 ноября
67. Красноярск
27 ноября
68. Абакан
28 ноября
69. Кызыл
29 ноября
70. Кедровский угольный разрез
30 ноября
71. Кемерово
1 декабря
72. Томск
2 декабря
73. Горно-Алтайск
3 декабря
74. Барнаул
6—7 декабря
75. Новосибирск
8 декабря
76. Куйбышев
77. Барабинск
78. Калачинск
9 декабря
79. Омск
11 декабря
80. Тюмень
12 декабря
81. Тобольск
13 декабря
82. Нижний Тагил
13—14 декабря
83. Екатеринбург
15 декабря
84. Каменск-Уральский
85. Курган
16 декабря
86. Шадринск
16—17 декабря
87. Челябинск
18 декабря
88. Магнитогорск
20—21 декабря
89. Уфа
22 декабря
90. Оренбург
24 декабря
91. Сызрань
92. Тольятти
25 декабря
93. Самара
26 декабря
94. Ульяновск
27 декабря
95. Чебоксары
28 декабря
96. Йошкар-Ола
30 декабря
97. Свияжск
30—31 декабря
98. Казань
2 января
99. Ижевск
3 января
100. Кунгур
3-4 января
101. Пермь
5 января
102. Киров
7-8 января
103. Нижний Новгород
9 января
104. Саранск
10 января
105. Пенза
11 января
106. Саратов
12 января
107. Тамбов
13 января
108. Мичуринск
109. Липецк
14 января
110. Елец
111. Орёл
15 января
112. Брянск
16 января
113. Курск
17 января
114. Белгород
18 января
115. Воронеж
19 января
116. Урюпинск
20 января
117. Волгоград
21 января
118. Новочеркасск
119. Шахты
22 января
120. Ростов-на-Дону
23 января
121. Пятигорск
24 января
122. Ставрополь
25 января
123. Элиста
124. Яшкуль
26 января
125. Астрахань
27 января
126. Махачкала
127. Черкесск
28 января
128. Грозный
129. Магас
30 января
130. Владикавказ
131. Нальчик
1 февраля
132. Эльбрус
с 3 февраля

См. маршрут эстафеты Олимпийского огня в Краснодарском крае и Республике Адыгея ниже.
| Майкоп Краснодар ВДЦ «Орлёнок» Лазаревское Адлер Красная Поляна СочиКарта Краснодарского края и Республики Адыгея, где прошёл маршрут: столица Олимпийских игр | Маршрут эстафеты олимпийского огня в Краснодарском крае и Республике Адыгея: 3 февраля 1. Майкоп 4 февраля 2. Краснодар 5 февраля 3. ВДЦ «Орлёнок» 4. Лазаревское 5. Адлер 6. Красная Поляна с 6 февраля 7. Сочи |

## Ход эстафеты
6 октября 2013 года олимпийский огонь был доставлен в Москву. Из аэропорта Внуково лампада с огнём в сопровождении более чем 200 байкеров была доставлена на Красную площадь, где состоялась торжественная церемония встречи олимпийского огня с участием В. В. Путина. Путин передал факел молодым спортсменам Лине Фёдоровой и Максиму Мирошкину, после чего началась эстафета, прошедшая по территории Кремля, Троицкому мосту и Моховой улице и закончившаяся в Александровскому саду.
7 октября в 12 часов дня на Васильевском спуске стартовала официальная эстафета олимпийского огня. 8 октября эстафета продолжилась. Всего в московском этапе приняли участие 593 факелоносца.
10 октября эстафета проходила по Московской области. Старт был дан в Коломне, затем огонь побывал в Одинцово, Красногорске, музее-усадьбе «Архангельское». Завершилась подмосковная эстафета в Дмитрове.
25 октября 2013 года олимпийский огонь зажёгся на Северном полюсе. На Северный полюс огонь доставил атомный ледокол Росатомфлота «50 лет победы» (капитан Валентин Давыдянц). Нести пламя удостоились чести 11 факелоносцев, внесших большой вклад в изучение Арктики, сохранение её природных ресурсов, животного мира и экологии. Среди них: Ласси Хейнинен (Финляндия), Йенс Петтер Нильсен и Ян Гуннар Винтер (Норвегия), Пэт Питни (США), Стейнгримур Йонсон (Исландия), Стив Подборски (Канада), Ильва Шёберг (Швеция), Кристиан Маркусен (Дания), Артур Чилингаров, Валентин Давыдянц и Елена Кудряшова (Россия).
С космодрома Байконур 7 ноября 2013 года в 8 часов 14 минут 15 секунд московского времени стартовал российский космический корабль «Союз ТМА-11М» (120-й пилотируемый полёт корабля серии «Союз», 1811-й пуск ракеты этого типа), экипаж которого (в составе российского космонавта Михаила Тюрина, американского астронавта Рика Мастраккио и их японского коллеги Коити Вакаты) должен доставить на Международную космическую станцию олимпийский факел. Российские космонавты Олег Котов и Сергей Рязанский в субботу, 9 ноября, вынесли в открытый космос незажженный олимпийский факел. Побывавший в космосе факел вернулся на землю 11 ноября в 06 часов 50 минут московского времени. В заданном районе юго-восточнее города Джезказган (Республика Казахстан) совершил посадку спускаемый аппарат транспортного пилотируемого корабля (ТПК) «Союз ТМА-09М». Посадка прошла в штатном режиме. На Землю вернулся экипаж тридцать седьмой длительной экспедиции на Международную космическую станцию в составе командира ТПК космонавта Фёдора Юрчихина (Роскосмос), бортинженеров астронавтов Луки Парметано (ЕКА) и Карен Найберг (НАСА). После отстыковки корабля от российского сегмента МКС на орбите продолжает работу экипаж МКС-38/39 в составе: командир Олег Котов (Роскосмос), бортинженеры Сергей Рязанский (Роскосмос), Майкл Хопкинс (НАСА), Михаил Тюрин (Роскосмос), Рик Мастраккио (НАСА), Коити Ваката (ДжАКСА).
23 ноября 2013 года на акватории Байкала прошёл этап эстафеты, во время которого Олимпийский огонь пронесли по дну озера. Факел находился в специальной водонепроницаемой системе. Под большим давлением в факеле подавался газ, в результате огонь горел даже в воде. Чтобы пламя не потухло под водой, на факеле закрепили сигнальную шашку — фальшфейер. На место погружения эстафета добралась на катере «Мангуст», зайдя в Байкал из Ангары. Спасатель Байкальского поисково-спасательного отряда Николай Рыбаченко, опустившись на 20 м, доставил огонь зимних Олимпийских игр на дно озера Байкал. Оставаясь на глубине, он передал факел телеведущей Екатерине Андреевой. Она передала огонь старшему вице-президенту оргкомитета «Сочи 2014» Александру Вронскому. Затем Михаил Чуев на летательном рюкзаке доставил факел к берегу.
7 декабря 2013 года ветеран спорта из Новосибирска 101-летний Александр Каптаренко установил рекорд, став самым пожилым факелоносцем олимпийского огня.
1 февраля 2014 года был реализован специальный проект эстафеты олимпийского огня «Эльбрус», планировавшийся отдельно от основного маршрута. Зажжение чаши на западном пике горы Эльбрус, расположенном на высоте 5642 метров над уровнем моря произвели альпинисты Карина Юрьевна Мезова и Абдул-Халим Мукаевич Ольмезов.

### Инциденты во время эстафеты
Как и на прошлых Олимпийских играх, в ходе эстафеты огонь неоднократно гас. Международным олимпийским комитетом признано нормой, если количество таких случаев не превышает 5 % от общего числа зажжённых факелов.
6 октября у второго участника эстафеты, Шаварша Карапетяна, на внутреннем выходе из ворот Спасской башни факел погас, и стоявший рядом сотрудник ФСО водитель подметальной машины Андрей Смагин зажёг его от зажигалки. На следующем этапе олимпийский огонь восстановили при помощи запасной лампады.
18 октября факел вспыхнул и опалил руку факелоносца на эстафете огня в Костроме в самом конце эстафеты перед зажиганием городской Чаши олимпийского огня на сцене.
27 ноября в Хакасии загорелась одежда факелоносца. Рукав куртки российского бобслеиста Петра Макарчука вспыхнул, когда он нёс факел на завершающем этапе.
13 декабря в Екатеринбурге (Свердловская область) горючее выплеснулось из факела и подожгло шапку, а после этого огонь перекинулся на куртку факелоносца, почётного железнодорожника Анатолия Геращенко.
15 декабря врачам г. Кургана не удалось спасти жизнь первого факелоносца Курганской области Вадима Горбенко. Пробежав свой участок, он обратился к врачам — переволновался. Врачи диагностировали сердечный приступ и госпитализировали спортсмена, но спасти его не смогли.
25 декабря в Самаре на перекрестке проспекта Юных Пионеров и проспекта Кирова при передаче олимпийского огня от министра спорта Самарской области Дмитрия Анатольевича Шляхтина Евгению Игоревичу Сазанову олимпийский факел загорелся по всей длине, после чего его пришлось бросить на землю и потушить.

## Факел

### Конструкция
14 января 2013 года в Москве оргкомитет «Сочи-2014» представил один из главных атрибутов эстафет Игр 2014 года — факелы эстафет олимпийского и паралимпийского огня. Факелы представили Послы «Сочи-2014»: Татьяна Навка, Наталья Водянова, Илья Авербух и Олеся Владыкина. Дизайн факелов разработан креативной командой Центра промышленного дизайна и инноваций «АстраРосса Дизайн» под руководством Владимира Пирожкова и Андрея Водяника. Дизайнеры были выбраны по результатам конкурса, проведённого в мае 2011 года. Оба факела идентичны по форме и размеру, но выполнены в разных цветах: олимпийский — в традиционном для российского спорта красном, а паралимпийский — в небесно-голубом, символизирующим силу духа паралимпийских спортсменов. Всего предусмотрено производство 14 000 факелов олимпийского огня и более 1000 факелов паралимпийского огня. Факелы, которые проносят по территории России во время эстафеты олимпийского огня, отливали в Нижегородской области на заводе «РосАЛит», а за установку системы горения отвечало ОАО «Красмаш».
На закупку 15 000 факелов было затрачено 207 миллионов рублей.
Президент Оргкомитета «Сочи-2014» Дмитрий Чернышенко высказался о значении факела:

Факел — главный символ Эстафеты. Факел «Сочи 2014» соединяет хорошо знакомые нам с детства мотивы сказок и былин с последними «ноу-хау» в сфере дизайна. Элегантный, неординарный и светлый факел «Сочи 2014» в полной мере олицетворяет красоту и многогранность России.
— www.sochi2014.com

### Корпус
Корпус факела выполнен методом литья из алюминиевого сплава. Цвет — светло-серебристый «металлик», фактура — мелкодисперсная матовая. В верхней части размещены эмблемы Олимпийских и Паралимпийских игр, выполненные способом инкрустации. Весит факел около 1,8 кг, его высота — 0,95 м, ширина — 160 мм, толщина — 54 мм. Вес и центр тяжести рассчитаны и подобраны для максимального удобства его использования во время бега.

## Факелоносцы
В эстафете приняли участие 14 тысяч факелоносцев, которым выдавалось удостоверение факелоносца и на память оставалась форма, в которой они несли факел.